# Autostrada A1 (Slovenia)

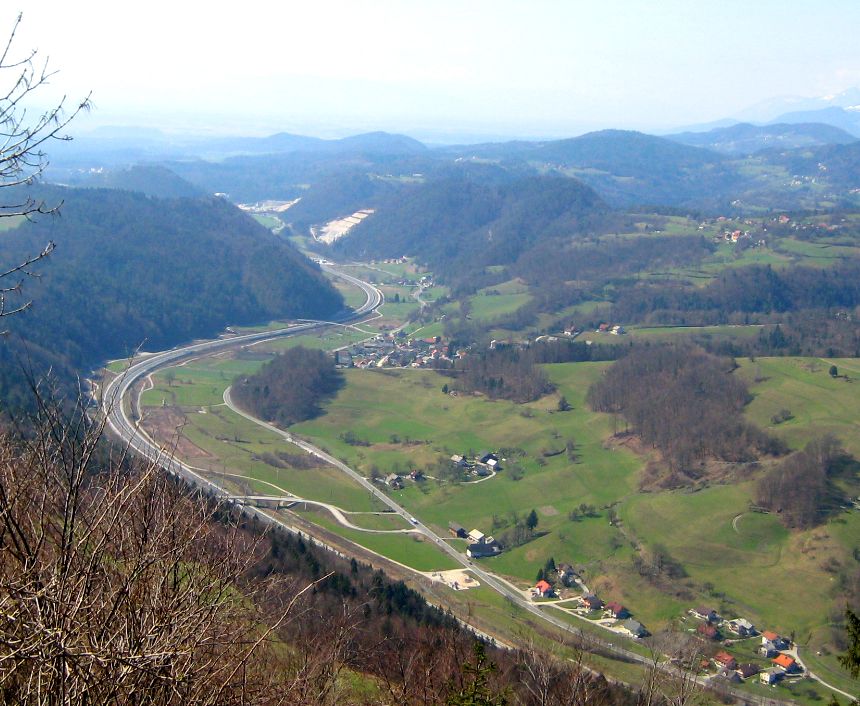
Vista della A1 dall'alto

L'autostrada A1 (avtocesta A1, Primorska in Štajerska avtocesta) è la più importante autostrada slovena. Collega Šentilj, località nei pressi del confine con l'Austria a Capodistria posta sulla costa adriatica. Taglia da Nord-Est a Sud-Ovest tutto il territorio sloveno toccando le principali città della nazione. Da essa si dipartono tutte le altre primarie arterie del Paese, che la connettono con gli stati vicini.
Il tratto tra Vrhnika e Postumia (Postojna), aperto il 29 dicembre 1972, fu il primo tratto autostradale aperto nel paese, allora parte integrante della Jugoslavia. La connessione con Capodistria fu aperta il 28 novembre 2004. L'ultimo tratto, da Trojane a Blagovica, fu aperto il 12 agosto 2005.
Il 14 agosto 2009 è stato aperto l'ultimo tratto della tangenziale est di Maribor, tra Pesnica e Slivnica; i lavori per la costruzione di questi 10,5 km, iniziati nel 2002, si sono protratti per oltre 7 anni. Il costo previsto dell'investimento ammonta a 272 milioni di euro.
Dal 1º luglio 2008 è obbligatorio, su tutte le autostrade e superstrade, l'uso di un bollino per il pagamento del pedaggio, dal costo variabile a seconda del periodo di validità e del mezzo di trasporto. Dal 1º febbraio 2022 è entrata in vigore la vignetta elettronica (e-vignetta).

## Percorso
| A1 ŠENTILJ/SPIELFELD - KOPER/CAPODISTRIA                          |        |
| Tipologia                                                         | ↓km↓   |
| A9 Graz Confine di Stato - Austria                                | 0 km   |
| Area di Servizio "Šentilj"                                        |        |
| Šentilj                                                           | 1 km   |
| Barriera Pesnica                                                  |        |
| Area di Servizio Dobrenje                                         |        |
| Maribor-sever Marburgo Nord                                       | 11 km  |
| Dragučova Pince Confine di Stato - Ungheria                       | 12 km  |
| Maribor-vzhod (Ptujska cesta) Marburgo Est Ptuj                   | 17 km  |
| Maribor-center Marburgo Centro                                    | 21 km  |
| Maribor-Rogoza                                                    | 23 km  |
| Viadotto sulla cava di ghiaia presso Hoče 200 m                   |        |
| Slivnica (in costruzione) Gruškovje Confine di Stato - Croazia    | 24 km  |
| Fram                                                              | 29 km  |
| Area di Parcheggio "Polskava"                                     |        |
| Slovenska Bistrica-sever Slovenska Bistrica Nord                  | 37 km  |
| Slovenska Bistrica-jug Slovenska Bistrica Sud                     | 39 km  |
| Area di Servizio "Tepanje"                                        |        |
| Slovenske Konjice                                                 | 49 km  |
| Dramlje                                                           | 59 km  |
| Area di Parcheggio "Zima"                                         |        |
| Celje-vzhod (Ljubečna)                                            | 65 km  |
| Celje                                                             | 67 km  |
| Area di Servizio "Lopata"                                         |        |
| Celje-zahod (Lopata)                                              | 73 km  |
| Zalec                                                             | 75 km  |
| Šempeter                                                          | 82 km  |
| Šentrupert                                                        | 84 km  |
| Vransko                                                           | 92 km  |
| Trojane                                                           | 102 km |
| Blagovica                                                         | 113 km |
| Area di Servizio "Lukovica"                                       |        |
| Lukovica pri Domžalah                                             | 120 km |
| Krtina                                                            | 124 km |
| Domžale                                                           | 127 km |
| Ljubljana - Šentjakob Lubiana - Šentjakob                         | 133 km |
| Ljubljana - Sneberje Lubiana - Sneberje                           | 134 km |
| Zadobrova Severna obvoznica Ljubljane Tangenziale Nord di Lubiana | 135 km |
| Industrijska cona Moste Zona Industriale Moste                    | 136 km |
| Ljubljana-vzhod Lubiana Est                                       | 137 km |
| Ljubljana - Bizovik Lubiana - Bizovik                             | 138 km |
| Malence Kranj Confine di Stato - Austria                          | 142 km |
| Ljubljana-jug Lubiana Sud                                         | 142 km |
| Ljubljana - Rudnik Lubiana - Rudnik                               | 144 km |
| Ljubljana-center Lubiana Centro                                   | 147 km |
| Area di Servizio Barje                                            |        |
| Ljubljana-zahod Lubiana Ovest                                     | 149 km |
| Kozarje Novo mesto - Obrežje Confine di Stato - Croazia           | 150 km |
| Brezovica                                                         | 152 km |
| Vrhnika Nauporto                                                  | 165 km |
| Logatec Longatico                                                 | 173 km |
| Area di Servizio "Lom"                                            |        |
| Unec Unza                                                         | 183 km |
| Area di Servizio "Ravbarkomanda"                                  |        |
| Postojna Postumia                                                 | 195 km |
| Area di Parcheggio "Studenec" Studenza                            |        |
| Razdrto Prevallo                                                  | 204 km |
| Razdrto Nova Gorica Confine di Stato - Italia                     | 206 km |
| Senožeče Senosecchia                                              | 211 km |
| Gabrk Gabrega Sežana - Fernetiči Confine di Stato - Italia        | 216 km |
| Area di Parcheggio "Divača"                                       |        |
| Divača Divaccia                                                   | 219 km |
| Kozina Cosina Confine di Stato - Italia                           | 226 km |
| Area di Servizio "Kozina" "Cosina"                                |        |
| Kastelec Castelli                                                 | 235 km |
| Črni Kal San Sergio                                               | 238 km |
| Srmin Sermino Koper/Capodistria - Jagodje/Valleggia               | 244 km |